# Barbicornis moneta
Barbicornis moneta är en fjärilsart som beskrevs av Hans Ferdinand Emil Julius Stichel 1910. Barbicornis moneta ingår i släktet Barbicornis och familjen Riodinidae. Inga underarter finns listade i Catalogue of Life.